# Blood Generation
Blood Generation（ブラッド・ジェネレーション）は、日本のプロレス団体DRAGON GATEに所属するヒールユニットの名称。「肉体派ユニット」として発足したが2006年4月のユニット分裂を機に「国際派ユニット」に転向。

## 歴史

### 2004年
オープン・ザ・ドリームゲートのチャンピオンであったCIMAが、挑戦者・望月成晃のタイトル戦で、CIMAが負けたときの条件として、C-MAX解散時のメンバーと、ストーカー市川、スペル・シーサーを加えて、「わくわくフジイランド」を結成する事を望月が要求した。2004年12月16日に代々木体育館で行われた、オープン・ザ・ドリーム・ゲートに望月が勝利した。12月16日、C-MAX解散時のメンバーであるCIMAとドン・フジイに鷹木信悟、スペル・シーサー、ストーカー市川が加わり、BGの前身「わくわくフジイランド」を結成。ちなみに望月が負けたときは、リングネームを「マチャアキ」に改名し、フロリダブラザーズの一員となることをCIMAより要求されていた。

### 2005年
- 1月14日、新ユニット名「Blood Generation」を発表。同時に「純血、健康的、素顔」の3原則を発表し、最弱レスラーのストーカー市川は「健康的ではない」との理由で追放。「素顔でない」を理由にシーサーを追放。シーサーはDo FIXERと結託。同日、第1試合に出場した土井成樹がFinal M2Kを裏切り、ブラッドに加入。
- 2月23日、CIMA・土井・鷹木組がオープン・ザ・トライアングルゲート（以下「TG」）暫定王者になる（3月6日、王座認定試合で敗れる）
- 3月13日、土井がオープン・ザ・ブレイブゲート（以下「BG」）初代王者になる（11月13日、6度目の防衛戦で敗れる）
- 3月27日、K-ness&YOSSINOVS土井&鷹木の試合で突如YOSSINOがK-nessを襲撃。これにM2Kはもちろん、土井と鷹木も困惑する中、試合は土井が戸惑いながらもK-nessにバカタレ・スラディングキックを放ち勝利。その試合後、YOSSINOが加入を直訴、見事加入を果たした。同時に長かった髪の毛を切り、リングネームを本名の吉野正人に戻す。
- 6月22日、大阪プロレスを退団した“ビッグボス”MA-G-MAが参戦し、CIMAと対戦するも、2人でレフェリーに暴行したため両者反則負け。同時にMA-G-MAはブラッドへ加入。この時に「MA-G-MAが大阪プロレス出身の覆面レスラーであるため、3原則の『純血』と『素顔』に反するのでは」と土井や吉野から指摘されたが、CIMAは「『素顔』はシーサーを追放するための口実、『純血』は改名でクリアできる」と説明したため、MA-G-MAはマグニチュード岸和田に改名した。
- 7月3日、CIMA・フジイ・土井組がTG第3代王者になる（7月9日、2度目の防衛戦で敗れる）
- 7月12日、CIMA・岸和田・吉野組がTG第5代王者になる（4度の防衛に成功するも、ユニット分裂後の2006年5月27日の試合での反則負け裁定で王座を失う）
- 11月4日、岸和田がオープン・ザ・ドリームゲート（以下「DG」）第3代王者になる（2006年2月24日、3度目の防衛戦で敗れる）

### 2006年
- 3月19日、吉野がBG第3代王者になる
- 3月31日、ROHの興行にてCIMA・土井・吉野vsDo FIXER（斎藤・堀口・キッド）の6人タッグマッチが行われる。この試合はアメリカの格闘技誌で年間最優秀試合に選出されるなど大きな注目を集めた。しかし、試合後のリング上でCIMAが最大の抗争相手であるはずのDo FIXERに対して握手を求め、これに土井と吉野が反発。ユニット内に不穏な空気が流れ始める。
- 4月12日、第1試合で谷嵜なおきがフジイに勝ち、ブラッド入りを認められる
同日、セミファイナルでCIMA・土井・Gammaが6人タッグに参戦するも、CIMAとGammaの仲間割れをきっかけにユニット自体が完全分裂。
- 4月23日、ユニット名を賭けてCIMA・フジイ組と土井・Gamma組が対決。Gammaのイス攻撃から土井のバカタレスライディングキックでフジイからフォールを奪ったものの、新チーム名「マッスル・アウトローズ」を名乗ることになった。
- 5月10日、対マッスルアウトローズ戦終了後、襲撃されていたところをかねてより勧誘していたB×Bハルクが救出に入る。同時にハルクがPos.HEARTSに籍を残しながら、BGと行動を共にすることになった。

### 2007年
- 1月14日、Final M2K共にラストマッチを行い、2年間の活動に幕を閉じた。

## メンバー

### 肉体派ユニット
- CIMA（リーダー）
- マグニチュード岸和田
- Gamma
- ドン・フジイ
- 土井成樹
- 吉野正人
- 谷嵜なおき
- 鷹木信悟

### 国際派ユニット
- CIMA（リーダー）
- ドン・フジイ
- 鷹木信悟
- マット・サイダル
- ジャック・エバンス
- ロデリック・ストロング

## 勧誘を受けていた選手
- スペル・シーサー

ユニットの前身「わくわくフジイランド」では行動を共にしていたが「素顔じゃない」という理由で追放された。
- ストーカー市川

ユニットの前身「わくわくフジイランド」では行動を共にしていたが「不健康」という理由で追放された。